# Storm Worm
 (août 2011).
Si vous disposez d'ouvrages ou d'articles de référence ou si vous connaissez des sites web de qualité traitant du thème abordé ici, merci de compléter l'article en donnant les références utiles à sa vérifiabilité et en les liant à la section « Notes et références ».
Storm Worm est un cheval de Troie découvert le 17 janvier 2007 qui se propage dans les courriels, généralement par pièce jointe. Sa détection est rendue difficile par son aspect polymorphe, et du fait que le courriel en question est envoyé par des adresses e-mail différentes avec des objets différents. L'objectif de ce virus est de constituer un botnet avec les ordinateurs infectés.
En 2016, le nombre d'infections par le ver Storm Worm n'est plus que de quelques milliers, et sont efficacité a été grandement réduite par l'évolution des antivirus et des suites de sécurité.